# Feldflieger-Abteilung 25
Feldflieger-Abteilung Nr. 25 – FFA 25 jednostka obserwacyjna i rozpoznawcza lotnictwa niemieckiego Luftstreitkräfte z początkowego okresu I wojny światowej.

## Informacje ogólne
W momencie wybuchu I wojny światowej z dniem 1 sierpnia 1914 roku została utworzona we Fliegerersatz Abteilung Nr. 9 i weszła w skład większej jednostki 3 Kompanii Batalionu Lotniczego Nr 4 we Fryburgu Bryzgowijskim. Jednostka została przydzielona do AK V.
15 stycznia 1917 roku jednostka została przeformowana i zmieniona we Fliegerabteilung 274 (Artillerie) – (FA A 274).
W jednostce służyli m.in. Heinrich Gontermann, Otto Schmidt późniejszy dowódca Jagdstaffel 32 i Jagdstaffel 5, Renatus Theiller. W jednostce służył także Ulrich Neckel, Bruno Loerzer i Hermann Göring odznaczeni Pour le Mérite.

## Dowódcy eskadry
| Stopień | Nazwisko                  | Okres           |
| ------- | ------------------------- | --------------- |
| Kapitan | Blum                      | sierpień 1914 – |
|         | Egon Graf von Beroldingen |                 |